# Negazione
Negazione fue una banda de hardcore punk italiana, oriunda de Turín, pionera e influyente en el auge del hardcore italiano de los años ochenta, con trascendencia hasta el día de hoy.

## Historia
Esta agrupación fue formada en 1983 por el guitarrista Roberto «Tax» Farano, el baterista Orlando Furioso, el vocalista Guido «Zazzo» Sassola y el bajista Marco Mathieu. Todos ellos habían pertenecido previamente a otras bandas como Declino, 5° Braccio y Antistato.
Un año después, participaron en la compilación International P.E.A.C.E. Benefit Compilation, junto a otros grupos de punk de Norteamérica, Europa, Japón y Argentina. Con esto ganaron la atención de fanzines  de alcance internacional como Maximumrocknroll.
Tras producir de forma autogestionada el EP Tutti Pazzi en 1985,  hicieron una gira por Dinamarca y Alemania. Luego, en Países Bajos, grabaron el EP Condannati a morte nel vostro quieto vivere (1985) y el álbum Lo Spirito Continua (1986).
Tras participar en el festival «Monsters of Rock», en septiembre de 1991, la banda se disolvió oficialmente el 19 de julio de 1992 
En una entrevista para Rolling Stone Italia, Roberto "Tax" Farano, explicó que decidieron separarse debido a que, a medida que la banda fue creciendo después de su participación en el festival Monsters Of Rock, se les empezaron a presentar "realidades a las que no estaban acostumbrados", como el trabajo con grandes compañías de música y agencias de conciertos, que finalmente terminaron por llevarlos hasta un punto donde "ya no era divertido".
[cita requerida]

## Discografía
Álbumes de estudio
- Lo spirito continua (1986, Konkurrel)
- Little Dreamer (1988, We Bite)
- 100% (1991, We Bite)

EP
- Mucchio selvaggio (1984, Ossa Rotte, Disforia) – split tape con Declino.
- Tutti pazzi 7" (1985)
- Condannati a morte nel vostro quieto vivere 7" (1985)
- ...Nightmare 7" (1987, New Beginning)
- Sempre in bilico 7" (1989, We Bite)
- Behind the Door 12" (1989, We Bite)

Compilaciones
- Wild Bunch the Early Days (1989, We Bite)
- Tutti pazzi 1983–199 (2002, V2)
- Il giorno del sole (2012, Shake Edizioni)
- La Nostra Vita (2017, Contempo)

## Documental
- Angelo Bitonto, Giorgio S. Senesi, Roberto Sivilia – Italian Punk Hardcore: 1980-1989 (2015)